# АЛС-АРС
Автоматичната локомотивна сигнализация с автоматично регулиране на скоростта (АЛС-АРС) е система от устройства, осигуряващи предаването на сигнални показания в кабината на управлението на метро-влаковете и скоростните трамваи.
АЛС- автоматична локомотивна сигнализация. Указва максимално допустимата за влака скорост.
АРС- автоматично регулиране на скоростта. Не позволява превишаване на максимално позволената от АЛС скорост и контролира бдителността на машиниста. Осигурява непрекъснат контрол на свободния път и скоростта на движението на влака, автоматичното понижаване скоростта на влака, при превишаване на допустимите стойности. Установеното на влака устройство обезпечава прием на сигнала, индикацията му от машиниста, а също така автоматично намаляване скоростта (или спиране) на влака, при превишаване на допустимите стойности.
АЛС-АРС установява за влака максимално допустима скорост, в зависимост от разстоянието до пътуващия отпред влак, или друго препятствие, по такъв начин, че спирачният път на влака при движение с тази скорост да бъде по-малък от указаното разстояние. Усъвършенстваните АЛС-АРС устройства отчитат и скоростта на пътуващия отпред влак.
АЛС-АРС е задължителна за всички строящи се (или реконструирани) линии на метрото, както и за новозакупения подвижен състав.

## Използване на АЛС-АРС
Ако АЛС-АРС е основно средство за сигнализация и регулиране на скоростта на движение, то светофорите на автобликировката нормално са изключени. На такива линии се употребяват 2 сигнала на АЛС:
- основен – показващ скоростта, с която е разрешено движението.
- предупредителен – показващ скоростта, с която ще бъде разрешено движението на следващия блок-участък.

За маневрени и изходни светофори на станциите с коловозно развитие се използва специално показание – синя светлина. На станциите без коловозно развитие светофорите са изгасени. За влакове, оборудвани с АЛС-АРС, синият цвят на светофора или изгасен светофор (на станции без коловозно развитие) е разрешаващ, а за влакове, необорудвани, или с неизправна АЛС-АРС – забраняващ.
При отказ или повреда на системата АЛС-АРС, по искане на машиниста влаковия диспечер на участъка включва резервна система на сигнализация – сигнали на автоблокировката, без автостопове и защитни участъци, а влакът се движи според нейните показания с не повече от 20 км/ч. Отказ на устройствата на АЛС-АРС на такива линии води до извеждане на пътниците на най-близката станция и придвижване на влака до депо.
При отказ единствено на системата АРС, и наличие на показание от АЛС влакът продължава движението си със скорост до 40 км/ч без включване на светофарите на автоблокировката.
На линии, където АЛС-АРС не е основно средство за сигнализация – тя допълва системата на автоблокировка с автостопове и защитни участъци. Движение на влакове, нямащи АЛС-АРС (или с неизправни устройства) е разрешено от локомотивна бригада – машинист и помощник-машинист. При отказ на АЛС-АРС устройствата на такива линии машинистът отправя искане за помощник-машинист и продължава работата сам до неговото пристигане.
На линии без АЛС-АРС всички влакове се управляват от локомотивна бригада.

## Показания
АЛС може да има следните показания:
- числена стойност – допуска се пътуване със скорост, не по-голяма от указаната.
- „0“ – „изисква се спиране“ в пределите на дадения блок-участък. Движението е възможно при потвърждение от машиниста при всяка смяна на показанията на АЛС и скорост под 20 км/ч.
- „ОЧ“ (отсъствие на честота) – „изисква се спиране“, по причина липса на показания на АЛС-АРС. Подобна ситуация се случва, например, когато два влака се намират на един и същ участък, при повреда целостта на релсите и елементите на релсовата верига, при незададен маршрут на вход и изход, а също така при неизправни приемни устойства на подвижния състав.
- „АО“ (електронен автостоп) – редуване на сигнали „0“ и „ОЧ“. Движението е невъзможно дори при натиснат педал за бдителност.

## Действие
В случай на движение в рамките на зададената скорост АЛС-АРС не се намесва в управлението на влака. При превишаване на зададената скорост АЛС-АРС започва спиране на състава, което се прекратява едва след снижаване на скоростта до зададената и потвърждение от машиниста. В случай, че машинистът не потвърди своята бдителност чрез натискане на бутона, АЛС-АРС продължава забавянето на скоростта до пълното спиране на влака.
В случай на необходимост машинистът, с разрешение на влаковия диспечер, може да се придвижва дори при показания „0“ или „НЧ“ на АЛС-АРС, но със скорост не повече от 20 км/ч. и при натиснат педал (бутон) на бдителността.
На АЛС-АРС могат да бъдат възложени и допълнителни функции по обезпечение на безопасността. Например на влаковете „Русич“ даже при отсъствие на линейни устройства АЛС-АРС, влаковата апаратура винаги контролира съблюдаването на максимално допустимата разрешена скорост за метрото. На станции от закрит тип (съществуващи в Санктпетербургския метрополитен) устройствата на АЛС-АРС са свързани със станционните врати и по този начин забраняват движение („0“) при отворени врати, или намиращ се пътник между вратите и влака.